# فوتبال در المپیک تابستانی ۱۹۰۴
فوتبال یکی از رشته‌های بازی‌های المپیک تابستانی ۱۹۰۴ بود. در مجموع سه تیم باشگاهی با هم رقابت کردند، دو تیم نماینده ایالات متحده آمریکا، هر دو از شهر میزبان سنت لوئیس، و یک تیم نماینده کانادا، گالت (کمبریج کنونی)، انتاریو. در اصل، دو تیم کانادایی دیگر نیز در این رقابت شرکت کرده بودند، برلین رنجرز و دانشگاه تورنتو، اما هر دو قبل از قرعه کشی کنار رفتند.
بازی‌های المپیک ۱۹۰۴ در طول چند ماه برگزار شد و به نمایشگاه جهانی سنت لوئیس مرتبط شد و فوتبال در ماه نوامبر آخرین ورزشی بود که مورد رقابت قرار گرفت. این مسابقات به صورت نوبت‌گردشی انجام شد، اگرچه بازی بین کریستین کالج برادرز و سنت رز پریش به دلیل تساوی در اولین بازی آنها، تکرار شد.
در این المپیک برای اولین بار مدال طلا اهدا شد. باشگاه فوتبال گالت (کانادا) مدال طلا، کریستین برادرز کالج (ایالات متحده) نقره و سنت رز پریش (ایالات متحده) برنز را کسب کردند. این نتایج بهترین نتایجی است که کانادا یا ایالات متحده در فوتبال المپیک مردان به دست آورده‌اند. مسابقات ۱۹۰۴ به عنوان یک مسابقه رسمی توسط آی‌او‌سی در نظر گرفته می‌شود، اگرچه توسط فیفا در نظر گرفته نمی‌شود، زیرا هیچ تیم ملی در این مسابقات شرکت نداشت.

## تیم‌های شرکت کننده
- کانادا (۱۴)
  - گالت
- ایالات متحده آمریکا (۲۳)
  - کریستین برادرز کالج (۱۱)
  - سنت رز پریش (۱۲)

## ورزشگاه

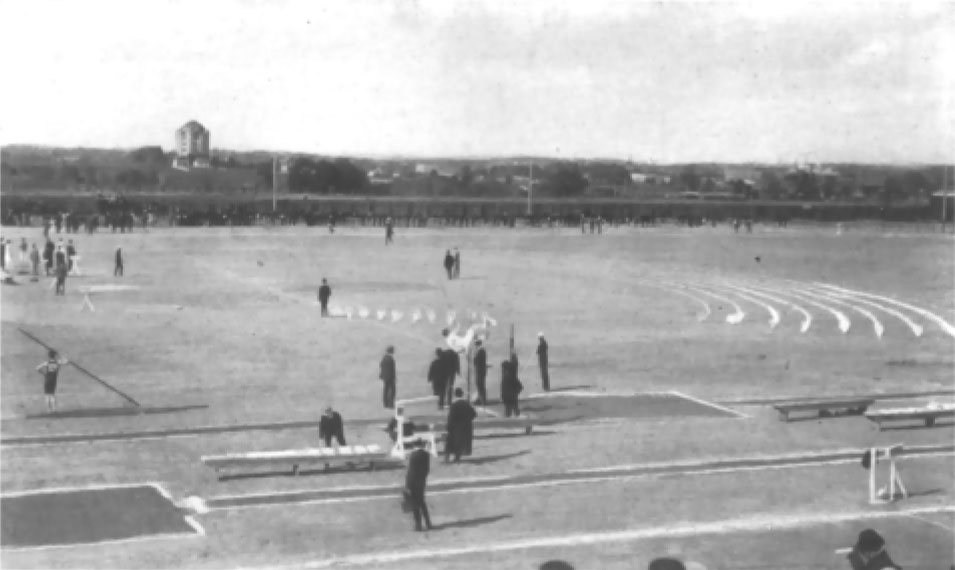
ورزشگاه فرانسیس فیلد میزبان تمام مسابقات بود.

## برنامه مسابقات
برنامه مسابقات به شرح زیر است:
| م.ا. | مسابقات اصلی | م | بازی مجدد |

| ۱۶ام | ۱۷ام | ۱۸ام | ۱۹ام | ۲۰ام | ۲۱ام | ۲۲ام | ۲۳ام |
| ---- | ---- | ---- | ---- | ---- | ---- | ---- | ---- |
| م.ا. | م.ا. |      |      | م.ا. |      |      | م    |

## مسابقات
گالت با هیچ یک از تیم‌های بسیار جوان‌تر ایالات متحده مشکل چندانی نداشت و هر دو را بدون دریافت گل برد. تیم‌های ایالات متحده قبل از اینکه کریستین برادرز کالج در بازی برگشت مقابل سنت رز پریش، ۲-۰ پیروز شود، یک تساوی بدون گل داشتند.
| کریستین برادرز کالج | ۰–۷             | گالت                                                                       |
| ------------------- | --------------- | -------------------------------------------------------------------------- |
|                     | Report Report 2 | استیپ ?' · تیلور ?' · مک‌دونالد ?' · هال ?' · هال ?' · هال ?' · مک‌دونالد ?' |

| سنت رز پریش | ۰–۴    | گالت                             |
| ----------- | ------ | -------------------------------- |
|             | Report | تیلور · هندرسون · ? (گل به خودی) |

| کریستین برادرز کالج | ۰–۰    | سنت رز پریش |
| ------------------- | ------ | ----------- |
|                     | Report |             |

| کریستین برادرز کالج | ۲–۰    | سنت رز پریش |
| ------------------- | ------ | ----------- |
| ?                   | Report |             |

### رتبه‌بندی
| رتبه | تیم                       | بازی | برد | مساوی | باخت | گل‌زده | گل‌خورده | تفاضل | امتیاز |
| ---- | ------------------------- | ---- | --- | ----- | ---- | ----- | ------- | ----- | ------ |
| ۱    | گالت (CAN)                | ۲    | ۲   | ۰     | ۰    | ۱۱    | ۰       | +۱۱   | ۴      |
| ۲    | کریستین برادرز کالج (USA) | ۳    | ۱   | ۱     | ۱    | ۲     | ۷       | –۵    | ۳      |
| ۳    | سنت رز پریش (USA)         | ۳    | ۰   | ۱     | ۲    | ۰     | ۶       | –۶    | ۱      |

## جدول مدال‌ها

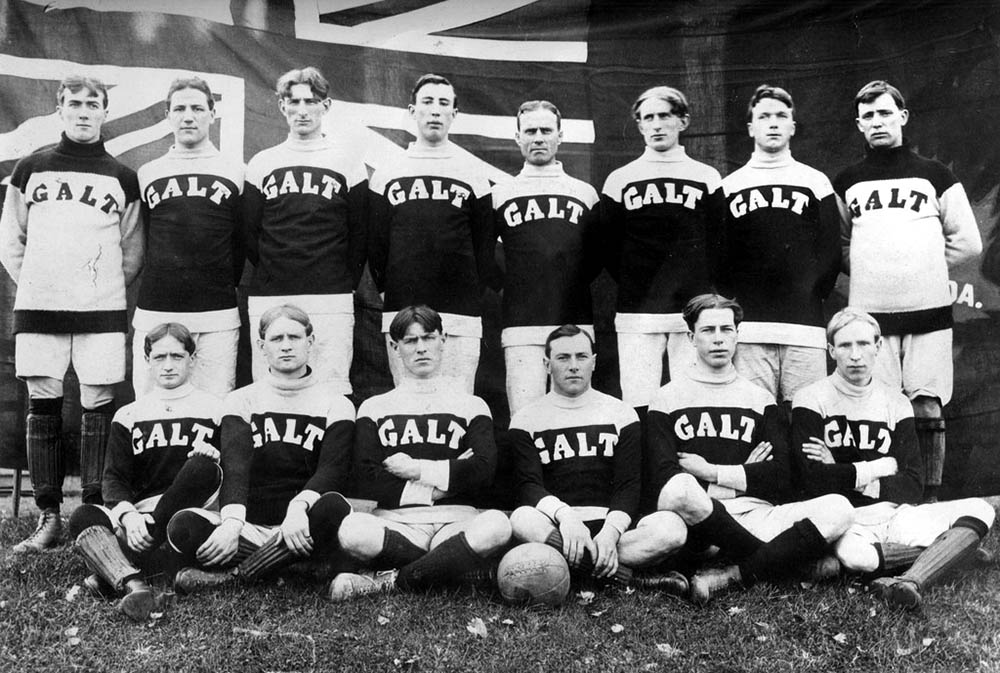
تیم کانادایی گالت، برنده مدال طلا شد

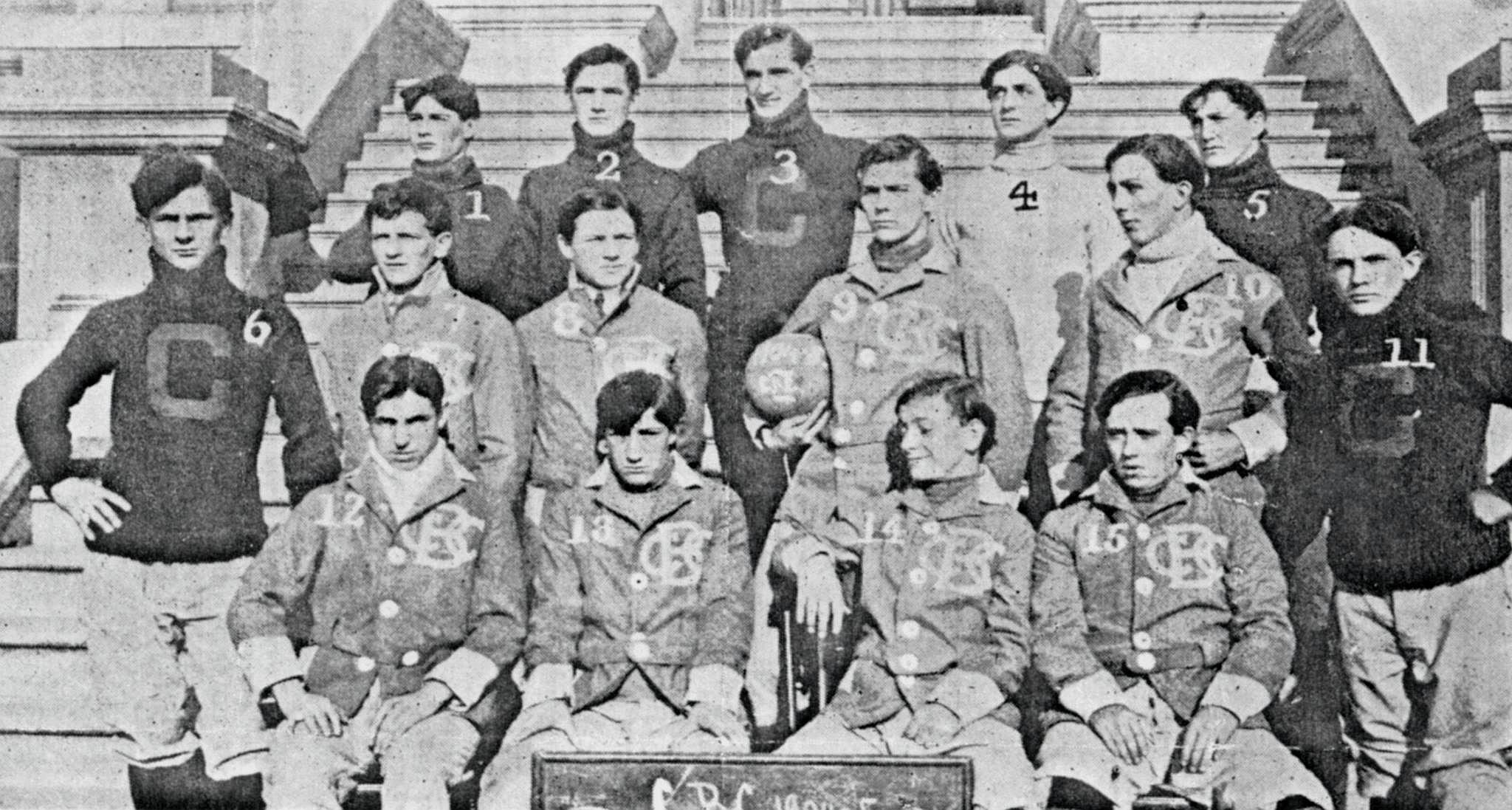
تیم سنت لوئیسی کریستین برادرز کالج برنده مدال نقره شد.

| رتبه | کشورها                    | طلا | نقره | برنز | مجموع |
| ۱    | کانادا (CAN)              | ۱   | ۰    | ۰    | ۱     |
| ۲    | ایالات متحده آمریکا (USA) | ۰   | ۱    | ۱    | ۲     |

## مدال آوران
| مسابقات      | طلا | نقره | برنز |
| فوتبال مردان | کانادا (CAN) گالت اوتو کریستمن جورج داکر جان فریزر جان گورلی الکساندر هال آلبرت هندرسون آلبرت جانسون رابرت لین ارنست لینتون گوردون مک‌دونالد فردریک استیپ تام تیلور ویلیام توئتز | ایالات متحده آمریکا (USA) کریستین برادرز کالج چارلز باترلیف وارن بریتینگهام اسکار بروکمایر الکساندر کادمور چارلز جنیوری جان جنیوری توماس جنیوری ریموند لاولر جو لایدن لوئیس منگس پیتر راتیکان | ایالات متحده آمریکا (USA) سنت رز پریش جوزف بردی جورج ادوین کوک توماس کوک کومریک کاسگرو ادوارد دیرکز مارتین دولینگ فرانک فراست کلود جیمسون هنری جیمسون جانسون لئو اوکانل هری تیت |